# Nordiska mästerskapen i brottning 2019
Nordiska mästerskapen i brottning 2019 hölls mellan den 10 och 11 maj 2019 i Kristiansund i Norge.

## Medaljtabell
*   Värdland ( Danmark)
| Nr                  | Nation              | Guld | Silver | Brons | Totalt |
| ------------------- | ------------------- | ---- | ------ | ----- | ------ |
| 1                   | Norge*              | 5    | 8      | 1     | 14     |
| 2                   | Sverige             | 4    | 3      | 5     | 12     |
| 3                   | Finland             | 3    | 1      | 1     | 5      |
| 4                   | Estland             | 1    | 0      | 1     | 2      |
| Totalt (4 nationer) | Totalt (4 nationer) | 13   | 12     | 8     | 33     |

## Resultat

### Herrar

#### Grekisk-romersk stil
| Gren   | Guld             | Silver              | Brons            |
| 55 kg  | Anders Rønningen | Snorre Lund         | —                |
| 63 kg  | Juuso Latvala    | Ardit Fazljija      | Alexander Bica   |
| 67 kg  | Håvard Jørgensen | Pål Eirik Gundersen | Denis Bolunov    |
| 72 kg  | Artem Shalapov   | Vegard Jørgensen    | Simon Erlandsson |
| 77 kg  | Per Anders Kure  | Sakke Purolainen    | Andre Isberg     |
| 82 kg  | Bogdan Kourinnoi | Exauce Mukubu       | Jarno Ålander    |
| 87 kg  | Emil Sandahl     | Albin Frid          | Ruben Been       |
| 97 kg  | Arvi Savolainen  | Felix Baldauf       | Pontus Lund      |
| 130 kg | Artur Vititin    | Nikola Milatovic    | —                |

### Damer

#### Fristil
| Gren  | Guld             | Silver          | Brons      |
| 53 kg | Sofia Mattsson   | Silje Kippernes | —          |
| 59 kg | Grace Bullen     | Sofia Aak       | —          |
| 62 kg | Johanna Mattsson | Henna Johansson | Moa Nygren |
| 76 kg | Iselin Solheim   | —               | —          |